# Onthophagus chrysopes
Onthophagus chrysopes là một loài bọ cánh cứng trong họ Bọ hung (Scarabaeidae).